# オーストラリアの国旗
オーストラリアの国旗は、カントン部（旗の左上）にイギリスとのつながりを象徴するユニオンフラッグを、フライ側（旗竿の反対側）に国土が南半球にあることを象徴する南十字星を、そして左下に6州1準州による連邦を象徴する七稜星を配している。現在に繋がるデザインの旗は1901年9月3日に初めて掲揚された。ブルー・エンサインを基にしている。オーストラリア陸軍も国旗と同様の旗を軍旗としている。

?商船旗
?軍艦旗
空軍旗
民間用航空旗
税関旗

## 概要
現在のブルーエンサインと星によるデザインの旗は、1901年に選出され、1901年9月3日にメルボルンで初めて掲揚された。これを記念して9月3日は国旗の日とされている。最初のデザインは連邦を意味する星が六稜星であり、デザインを若干変更したものが、1902年に国王エドワード7世によって承認された。
このような経緯や一部意匠の変更により、しばらくの間、デザインに混乱が生じたが、1934年の官報や1953年国旗法(Flags Act 1953)に基づき、明確に定義付けられた。

しかし、この国旗図案の投票自体は当時の国民が参加できるものではなかったため、2015年に近隣国のニュージーランドで行なわれた国旗の変更をめぐる国民投票の影響も相俟い「我が国（オーストラリア）でも国旗のデザインを見直し変えるべき」との声が上がって来ており、2016年1月にオンライン投票が行なわれた。

その結果、64％が「国旗のデザインを変えるべき」と考えていること、36％が「現在のユニオンジャック仕様のデザインを維持すべき」という意見を挙げていることが判明した。

同年、発表日となったオーストラリアデーで候補として上がっていた図案の中から人気が高いものとしてSouthern Horizonと題されたデザインが選ばれている。

この図案は1984年4月19日から制定されたナショナルカラーであるゴールド（もしくは黄色で代用）と緑色を主体とするものであることから、現在もこの図案を支持し拡散し続ける層が存在している。

ニュージーランドの国旗との意匠の類似性がしばしば指摘されている。ニュージーランドのウインストン・ピータース首相代行は、2018年7月26日、TVNZの番組において、オーストラリアの国旗はニュージーランドの国旗を真似たものであると批判し、オーストラリア側が国旗を変更すべきであると述べている。

## 意匠
旗の意匠は3つある。ユニオンフラッグと南十字星及び連邦の星（コモンウェルス・スター）である。ユニオンフラッグはオーストラリアの基礎となった6つのイギリスの植民地 や大英帝国の一部として忠誠を誓っていたことを意味する。

連邦の星については、6ヶ所の植民地から、当初は六稜星であったが、パプア州及び将来加わるかもしれない地域を象徴させて、1908年に七稜星に変更された。国章における星も同様に変更されている。

南十字星は、南半球で見られる代表的な星座であり、植民地時代の初期よりオーストラリアを意味するものとして使われてきた。
旗のデザイナーの一人、アイバー・エヴァンズは、詩人ダンテ・アリギエーリにならい、4つの星は正義・賢明・節制・忍耐を意味するとした。また、当初、星の角の数は、実際の星の明るさに応じ、5から9であった。
イギリス海軍本部は単純化するために、大きい4つの星は全て七稜星、小さい1個を五稜星とし、1903年2月23日より変更を行なった。このような変更の結果、1934年発行の官報により、現在のデザインが確定し、1953年には国旗法が制定された。

## 旗の要素

旗の要素及び配置の指定

国旗法により、オーストラリア国旗には以下の要素が指定されている。
a:ユニオンフラッグは旗竿側の上部四分の一（カントン部）を占める。
b:オーストラリアの6つの州とその他の地域を意味する大白星を旗竿側の下部四分の一部に配置し、星の向きは聖ゲオルギウス十字の中心に合わせる。
c:南十字星を意味する5個の星は、旗竿から遠い側（フライ側）に配置する。
星の配置については、以下の通りとなる。
- コモンウェルス・スター：七稜星。旗竿側下部四分の一の中心に配置[19]。
- みなみじゅうじ座α星（1等星）：七稜星。フライ側半分の中心、下端より6分の1ほど上に配置[19]。
- みなみじゅうじ座β星（1等星）：七稜星。フライ側半分の中で中心より4分の1ほど左、16分の1ほど上に配置[19]。
- みなみじゅうじ座γ星（2等星）：七稜星。フライ側半分の中心、上端より6分の1ほど下に配置[19]。
- みなみじゅうじ座δ星（3等星）：七稜星。フライ側半分の中で中心より9分の2ほど右、240分の31ほど上に配置[19]。
- みなみじゅうじ座ε星（4等星）：五稜星。フライ側半分の中で中心より10分の1ほど右、24分の1ほど下に配置[19]。

星の大きさは、コモンウェルス・スターの外周直径が旗の横幅の20分の3、南十字星の4個の星は横幅の14分の1、ε星が24分の1である。星の内周直径は外周直径の9分の4となっている。旗の縦横比は1対2である。

## 色指定

パントン色指定を用いた旗

国旗法では、国旗について詳細な色指定は行われていないが、首相・内閣府文化局ではパントン色見本による色指定を公表している。 政府刊行物の Style Manual for Authors, Editors and Printersでも、CMYK及びRGBによる色指定を公表している。
| 配色     | 青                 | 赤                  | 白                    | 出典          |
| -------- | ------------------ | ------------------- | --------------------- | ------------- |
| パントン | 280 C              | 185 C               | Safe                  | [ 20 ] [ 22 ] |
| RGB      | 0–43–127 (#002B7F) | 232–17–45 (#E8112D) | 255–255–255 (#FFFFFF) | [ 21 ]        |
| CMYK     | 100%–80%–0%–0%     | 0%–100%–100%–0%     | 0%–0%–0%–0%           | [ 21 ]        |

## 国旗の日
1996年8月28日、オーストラリアの総督であるサー・ウィリアム・パトリック・ディーンは、9月3日をオーストラリアの国旗の日とすることを宣言した。これはジョン・クリスチャン・ヴォーンによって提唱されてきたもので、1901年に初めて国旗が掲揚されてきたことにちなんでいる。すでに、シドニーでは1985年より、その日を国旗の日として祝ってきていた。国旗の日は祝休日ではないが、学校や施設ではセレモニーが開催され、総督もコメントを出す場合がある。

## 歴史的な旗

?1823年-1824年
?植民地の旗
?1831年
?1851年
?1854年
?1901年-1903年
?1903年-1909年
?1901年-1903年の商船旗
?1903年-1909年の商船旗
?1982年までの空軍旗
現在の国旗（縦横比2:3の別タイプ）

## 備考

### 幻の国旗図案
オーストラリアの国旗には嘗て考案されたものの廃案となったものが存在する。現在の国旗の図案に代わるものとして最初に考案されたものは
現国旗の右にある南十字星を中央に収め、その背景色に青、両側に茶色のラインを記したものであった。

### 新国旗図案
現今も新国旗の図柄候補は幾つか取上げられており、主に南十字星を主体にしたものが多いが、一部には先住民アボリジニの伝統的な狩猟道具であるブーメランをメインにしたものが挙げられている